# Choji Taira
Choji Taira, jap. 平良朝治 (ur. 30 listopada 1960) – japoński sztangista, dwukrotny olimpijczyk (1984, 1988). Startował w wadze lekkiej (do 67,5 kg).

## Osiągnięcia

### Letnie igrzyska olimpijskie
- Los Angeles 1984 – 5. miejsce (waga lekka)
- Seul 1988 – 9. miejsce (waga lekka)

### Mistrzostwa świata
- Los Angeles 1984 – 5. miejsce (waga lekka) – mistrzostwa rozegrano w ramach zawodów olimpijskich